# Семеренко, Александр Викторович
Александр Викторович Семеренко (2.3.1958 — 1.1.1995) — российский военнослужащий, участник боевых действий на Северном Кавказе, Герой Российской Федерации, заместитель начальника штаба 129-го мотострелкового полка, майор.

## Биография
Родился 2 марта 1958 года в селе Коканкишлак Пахтаабадского района Андижанской области Узбекской ССР.
В 1980 году окончил Ленинградское высшее общевойсковое командное училище имени С. М. Кирова. Начинал службу командиром мотострелкового взвода 120 гв. мсп 39 мсд ГСВГ. В дальнейшем, службу проходил в 45-й мотострелковой дивизии. Прошёл путь от командира взвода до заместителя начальника штаба полка, прослужил в одном и том же 129-м мотострелковом полку.
В конце 1994 года убыл в составе полка в Чеченскую Республику. Участвовал в штурме Грозного.
31 декабря 1994 полк, наступая вдоль железной дороги, вошел в город с восточной стороны, углубившись на три-четыре квартала, был остановлен завалами и огнём из стрелкового оружия и гранатометов. В районе 2-го микрорайона попал в засаду, был блокирован и в течение ночи с 31 декабря на 1 января отражал атаки боевиков, понес потери и по команде отошел в ранее занимаемый район. Майор Семеренко А. В. всегда находился на передовой, там где складывалась критическая обстановка и требовалась помощь старшего начальника.
Утром 1 января 1995 года кассетная бомба накрыла часть территории, где находился полк. Осколки настигли многих военнослужащих, в том числе и заместителя начальника штаба полка майора А. В. Семеренко.
Указом Президента Российской Федерации от 6 марта 1995 года за мужество и героизм при выполнении воинского долга майору Семеренко Александру Викторовичу посмертно присвоено звание Героя Российской Федерации.

## Память
- Именем А. В. Семеренко названа улица в городе Сертолово Ленинградской области.